# Albert Olsén
Albert Gustaf Olsén, född 22 september 1863 i Börrums församling, Östergötlands län, död 30 november 1932, var en svensk borgmästare. 

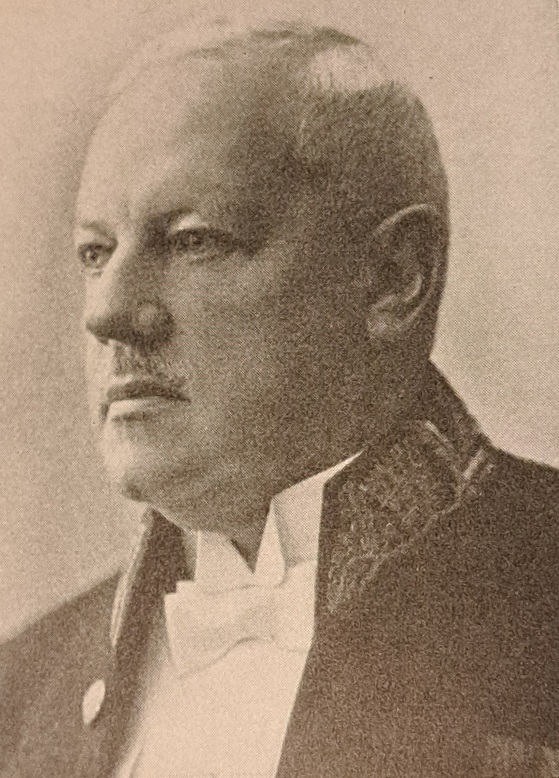
Albert Olsén (1863-1932)

Olsén, som var son till inspektor C.P. Olsén och Maria Gustava Larsson, avlade hovrättsexamen vid Uppsala universitet 1887, blev vice häradshövding 1890, auditör vid Jämtlands fältjägarregemente 1890, rådman och magistratssekreterare i Östersunds stad 1907, tingsdomare 1915 och var borgmästare 1917–1932. Han är begravd på Norra begravningsplatsen i Östersund.